# Gabriella Parca
Gabriella Parca (Castel di Tora, 17 marzo 1926 – Milano, 24 luglio 2016) è stata una giornalista e scrittrice italiana, autrice delle prime inchieste sui rapporti tra i sessi nell'Italia del dopoguerra.

## Biografia
Nata a Castel di Tora (RI) e laureata in lettere all'Università di Roma, ha fatto parte del Centro Italiano di Antropologia Culturale dove è stata anche assistente alla cattedra di Civiltà Indigene Americane.
Gabriella Parca ha seguito e documentato con grande interesse l'evoluzione dei costumi della società italiana del dopoguerra con particolare attenzione alla condizione delle donne.
Nel 1972 è stata tra le fondatrici del mensile Effe, il primo rotocalco italiano di controinformazione al femminile mentre nel 1975 ha fondato uno dei primi consultori laici d'Italia, il Centro Problemi Donna (ora Centro Progetti Donna) di Milano.
Il suo libro più famoso, Le italiane si confessano (Parenti, 1959) ha avuto quindici edizioni ed è stato tradotto e pubblicato in Francia, Argentina, Germania, Regno Unito, Giappone, Paesi Bassi e Stati Uniti. Da questo libro è stato inoltre tratto il film Le italiane e l'amore.
Ha scritto e pubblicato sulla rivista Pioniere tra il 1952 al 1955. I principali titoli sono stati: Giovanna e i tedeschi n° 30 1952, Scalata al mostro bianco n° 20 1953, L'uomo ha vinto l'Everest n° 28 1953, La grande avventura di Andree n° 44 1953, Uomini sul mare n° 21 1954 e Il grande corsaro n° 22 1955

## Opere
- La guerra acerba - Il secondo conflitto mondiale visto con gli occhi di una ragazzina (Narrativa Tea, 2007)
- Le avventure di Chiodino (L'arciere, 1998)
- I divorziati (Bompiani, 1984)
- Lo sballo - Intervista a una ragazza che ha smesso di bucarsi (Longanesi, 1980)
- Plusvalore femminile (Mondadori, 1978)
- L'avventurosa storia del femminismo (Mondadori, 1976)
- L'albero della solitudine - Dialogo-inchiesta fra donne di ogni età (SugarCo, 1974)
- Voci dal carcere femminile (Editori Riuniti, 1973)
- I separati - Inchiesta sul matrimonio in Italia (Rizzoli, 1969)
- I Sultani - Mentalità e comportamento del maschio italiano (Rizzoli, 1965)
- Le italiane si confessano (con prefazione di Pier Paolo Pasolini e Cesare Zavattini) (Parenti, 1959)